# 4140-es busz
A 4140-es jelzésű autóbuszvonal Ózd és Jósvafő (Ózd – Bánréve – Putnok – Ragály – Aggtelek ➝ Jósvafő) között húzódó helyközi vonal, amelyet a Volánbusz Zrt. üzemeltet.

## Útvonala
Ózd autóbusz-állomásról indul. A 25-ös főúton indul el Bánréve irányába, egyaránt Ózd vasútállomást és Ózd alsó vasútállomást is érinti. majd Center határában halad. Sajónémetibe a legtöbb járat betér, melyet a szlovák határral határos Sajópüspöki követ, aztán a Sajó völgyi Bánréve jön. A 26-os főútba csatlakozik, a héti elágazásban a falvat néhányszor kiszolgálja, azonban ha putnoki kitéréssel rendelkezik, változó, hogy kerülője előtt vagy után érinti. Utóbbinak vasútállomása végállomás is egyes esetekben, azonban járatok a Fő térnél is fordulnak. Serényfalva felé megy tovább, majd a szomszédos Kelemérre érkezik. Itt kis arányban Gömörszőlős is útja része, majd Zádorfalva pereme előtt Alsószuhára is néha betér. Továbbsuhan és 5 kilométeren belül éri el Ragályt. A 2603-as mellékútra kanyarodik, az Aggteleki Nemzeti Parkhoz érve Trizs következik és a Baradla-barlangról híres Aggtelek. Egyetlen munkanapi indítása Putnokról Jósvafőig közlekedik, de Aggtelektől csak leszállás vehető igénybe.
Ellentétes irányban útvonala változatlan.

## Közlekedése
Indításszáma magas, egyik településről a másikra közlekedő szólók is fellelhetők, de Ózdról a legtöbbször közvetlen eljutás biztosított Borsod-Abaúj-Zemplén megye ezen részébe. Azonos útvonalon közlekedik a 4104-es busszal, de az Ózdon teljesít helyijáratot.
Csatlakozást biztosít:
- Ózd, autóbusz-állomás – autóbuszos Budapest felé/felől (1031-es busz)
- Putnok, vasútállomás – vasúti Miskolc és Ózd felé/felől (92-es vasútvonal)
- Putnok, Fő tér – autóbuszos Miskolc felé/felől (3770-es busz).

| Viszonylat                              | Indításszám     | Közlekedési rend          |
| --------------------------------------- | --------------- | ------------------------- |
| Ózd, aut. áll. ➝ Gömörszőlős, kh.       | 1 oda           | tanítási napokon          |
| Ózd, aut. áll. – Ragály, aut. ford.     | 1 oda           | szabadnapokon             |
| Ózd, aut. áll. – Ragály, aut. ford.     | 1 vissza        | munkanapokon              |
| Ózd, aut. áll. – Aggtelek, aut. vt.     | 1 oda, 3 vissza | tanítási napokon          |
| Ózd, aut. áll. – Aggtelek, aut. vt.     | 1 oda, 2 vissza | tanszünetben munkanapokon |
| Ózd, aut. áll. – Aggtelek, aut. vt.     | 1 oda           | hétvégén                  |
| Putnok, vá. – Ragály, aut. ford.        | 1 oda           | munkanapokon              |
| Putnok, vá. – Ragály, aut. ford.        | 1 pár           | hétvégén                  |
| Putnok, vá. – Aggtelek, aut. vt.        | 1 oda, 2 vissza | munkanapokon              |
| Putnok, vá. – Aggtelek, aut. vt.        | 1 pár           | szabadnapokon             |
| Putnok, vá. – Aggtelek, aut. vt.        | 2 pár           | munkaszüneti napokon      |
| Putnok, Fő tér – Gömörszőlős, kh.       | 2 pár           | tanítási napokon          |
| Putnok, Fő tér – Gömörszőlős, kh.       | 1 pár           | tanszünetben munkanapokon |
| Putnok, Fő tér ➝ Jósvafő, aut. vt.      | 1 oda           | munkanapokon              |
| Ragály, aut. ford. – Aggtelek, aut. vt. | 2 oda, 1 vissza | tanítási napokon          |

## Megállóhelyei
| 0 | Ózd, autóbusz-állomás végállomás                  | 0.0 km  | 1, 2, 2A, 3, 4, 6, 7, 8, 12, 20A, 23, 26, 46, 47, 68, 74, 76, 78 1031, 1034, 1051, 1369, 1384, 1411 3410, 3770, 3773, 4101, 4102, 4104, 4145, 4147, 4148, 4150, 4151, 4153, 4155, 4157, 4158, 4160, 4161, 4180, 4185, 4186 |
| 1 | Ózd, vasútállomás                                 | 1.2 km  | 4, 7, 8, 12, 46, 47, 68, 74, 76, 78 1369, 1384, 1410, 1411 3770, 3773, 4104, 4145 személyvonat – Ózd [92.] |
| 2 | Ózd alsó vasútállomás                             | 3.6 km  | 4, 46, 47, 74 1369, 1384, 1410, 1411 3770, 3773, 4104, 4145 személyvonat – Ózd alsó [92.] |
| 3 | Ózd, Móricz Zsigmond utca                         | 4.1 km  | 4, 46, 47, 74 3773, 4104, 4145 |
| 4 | Ózd, Center vasútállomás bejárati út              | 6.5 km  | 1369, 1384, 1410, 1411 3770, 3773, 4104, 4145 |
| 5 | Ózd, faiskola                                     | 7.1 km  | 1369, 1384, 1410, 1411 3770, 3773, 4104, 4145 |
| 6 | Ózd, centeri elágazás                             | 7.9 km  | 1369, 1384, 1410, 1411 3770, 3773, 4104, 4145 |
| 7 | Sajónémeti elágazás                               | 9.0 km  | 1369, 1384, 1410, 1411 3770, 3773, 4104, 4145 |
| Tanítási napokon 1; tanszünetben munkanapokon 2; szabadnapokon 1 alkalommal nem érintett.                     |                                                   |         | |
| 8 | Sajónémeti vasúti megállóhely                     | 9.7 km  | 3773, 4104, 4145 |
| 9 | Sajónémeti, vegyesbolt                            | 10.6 km | 3773, 4104, 4145 |
| 10 | Sajónémeti, posta                                 | 11.2 km | 3773, 4104, 4145 |
| 11 | Sajónémeti, vegyesbolt                            | 11.8 km | 3773, 4104, 4145 |
| 12 | Sajónémeti vasúti megállóhely                     | 12.7 km | 3773, 4104, 4145 |
| 13 | Sajónémeti elágazás                               | 13.4 km | 1369, 1384, 1410, 1411 3770, 3773, 4104, 4145 |
| 14 | Sajópüspöki, újtelep                              | 14.4 km | 3773, 4104, 4145 |
| 15 | Sajópüspöki, élelmiszerbolt                       | 14.8 km | 1034, 1369, 1384, 1410, 1411 3770, 3773, 4104, 4145 |
| 16 | Bánréve, autóbusz-váróterem                       | 17.0 km | 1034, 1369, 1384, 1410, 1411 3770, 3773, 4104, 4145 |
| 17 | Bánréve, vasúti átjáró                            | 17.6 km | 1369, 1384, 1410, 1411 3770, 3773, 4104, 4145 személyvonat – Bánréve [92.] |
| 18 | Bánréve, újtelep                                  | 18.5 km | 1369, 1384, 1410, 1411 3770, 3773, 4104, 4145 |
| 19 | Héti elágazás                                     | 19.7 km | 1034, 1369, 1384, 1410, 1411 3770, 3773, 4063, 4104, 4145, 4188 |
| Munkanapokon 3; hétvégén 1 alkalommal érintett.                                                               |                                                   |         | |
| ∫ | Pogonyipuszta vasúti megállóhely                  | ∫       | 3773, 4063, 4104, 4145 személyvonat – Pogonyipuszta [92.] |
| ∫ | Hét, temető                                       | ∫       | 3773, 4063, 4104, 4145 |
| ∫ | Hét, szikvízüzem                                  | ∫       | 3773, 4063, 4104, 4145 |
| ∫ | Hét, temető                                       | ∫       | 3773, 4063, 4104, 4145 |
| ∫ | Pogonyipuszta vasúti megállóhely                  | ∫       | 3773, 4063, 4104, 4145 személyvonat – Pogonyipuszta [92.] |
| 19 | Héti elágazás                                     | 19.7 km | 1034, 1369, 1384, 1410, 1411 3770, 3773, 4063, 4104, 4145, 4188 |
| Munkanapokon 3; hétvégén 1 alkalommal nem érintett.                                                           |                                                   |         | |
| 20 | Héti csárda                                       | 21.2 km | 3773, 4063, 4104, 4145, 4188 |
| 21 | Putnok, Egyetértés Tsz                            | 22.3 km | 1369, 1384, 1410, 1411 3770, 3773, 4063, 4104, 4145, 4188 |
| 22 | Putnok, szociális otthon                          | 22.9 km | 1369, 1384, 1410, 1411 3770, 3773, 4063, 4104, 4145, 4188 |
| 23 | Putnok, Fő tér vonalközi végállomás               | 23.7 km | 1369, 1384, 1410, 1411 3770, 3773, 4063, 4065, 4104, 4145, 4147, 4148, 4151, 4188, 4194, 4195 |
| Tanítási napokon 1; hétvégén 1 alkalommal nem érintett.                                                       |                                                   |         | |
| 24 | Putnok, vasútállomás elágazás                     | 24.1 km | 4062, 4063, 4104, 4147, 4148, 4151, 4193, 4194, 4195 |
| 25 | Putnok, vasútállomás vonalközi végállomás         | 24.9 km | 4062, 4063, 4104, 4147, 4148, 4151, 4193, 4194, 4195 személyvonat – Putnok [92.] |
| 26 | Putnok, vasútállomás elágazás                     | 25.7 km | 4062, 4063, 4104, 4147, 4148, 4151, 4193, 4194, 4195 |
| 27 | Putnok, Fő tér vonalközi végállomás               | 26.1 km | 1369, 1384, 1410, 1411 3770, 3773, 4063, 4065, 4104, 4145, 4147, 4148, 4151, 4188, 4194, 4195 |
| 28 | Putnok, szociális otthon                          | 26.9 km | 1369, 1384, 1410, 1411 3770, 3773, 4063, 4104, 4145, 4188 |
| 29 | Putnok, Egyetértés Tsz                            | 27.5 km | 1369, 1384, 1410, 1411 3770, 3773, 4063, 4104, 4145, 4188 |
| 30 | Héti csárda                                       | 28.6 km | 3773, 4063, 4104, 4145, 4188 |
| 31 | Héti elágazás                                     | 30.1 km | 1034, 1369, 1384, 1410, 1411 3770, 3773, 4063, 4104, 4145, 4188 |
| Tanítási napokon 5; tanszünetben munkanapokon 4; szabadnapokon 1; munkaszüneti napokon 2 alkalommal érintett. |                                                   |         | |
| ∫ | Pogonyipuszta vasúti megállóhely                  | ∫       | 3773, 4063, 4104, 4145 személyvonat – Pogonyipuszta [92.] |
| ∫ | Hét, temető                                       | ∫       | 3773, 4063, 4104, 4145 |
| ∫ | Hét, szikvízüzem                                  | ∫       | 3773, 4063, 4104, 4145 |
| ∫ | Hét, temető                                       | ∫       | 3773, 4063, 4104, 4145 |
| ∫ | Pogonyipuszta vasúti megállóhely                  | ∫       | 3773, 4063, 4104, 4145 személyvonat – Pogonyipuszta [92.] |
| 31 | Héti elágazás                                     | 30.1 km | 1034, 1369, 1384, 1410, 1411 3770, 3773, 4063, 4104, 4145, 4188 |
| 32 | Serényfalva, téglagyár (↓)                        | 30.6 km | 4063, 4104, 4188 |
| 33 | Serényfalva, községháza                           | 31.6 km | 1034 4063, 4104, 4188 |
| 34 | Székipuszta                                       | 35.5 km | 4063, 4104, 4188 |
| 35 | Kelemér, vendégház                                | 37.4 km | 4063, 4104, 4188 |
| 36 | Kelemér, autóbusz-váróterem                       | 37.8 km | 1034 4063, 4104, 4188 |
| Tanítási napokon 9; tanszünetben munkanapokon 6; hétvégén 1 alkalommal érintett.                              |                                                   |         | |
| ∫ | Gömörszőlős, községháza vonalközi végállomás      | ∫       | 4063, 4104, 4188 |
| Naponta 3 alkalommal érintett.                                                                                |                                                   |         | |
| ∫ | Alsószuha, autóbusz-váróterem                     | ∫       | 4070, 4104, 4188 |
| 37 | Zádorfalva, községháza                            | 43.8 km | 4070, 4104 |
| 38 | Zádorfalva, autóbusz-váróterem                    | 44.2 km | 1034 4070, 4104 |
| 39 | Ragály, orvosi rendelő                            | 49.0 km | 4104 |
| 40 | Ragály, autóbusz-forduló vonalközi végállomás     | 49.6 km | 1034, 1054 3774, 4075, 4078, 4079, 4104 |
| 41 | Trizs, alsó                                       | 52.5 km | 4075, 4078, 4079, 4104 |
| 42 | Trizs, községháza                                 | 52.9 km | 1034, 1054 4075, 4078, 4079, 4104 |
| 43 | Aggtelek, Kossuth utca barlang bejárati út        | 58.9 km | 1034, 1054 4075, 4078, 4079, 4081, 4104, 4125 |
| 44 | Aggtelek, autóbusz-váróterem vonalközi végállomás | 59.5 km | 1034, 1054 4075, 4078, 4081, 4104, 4125 |
| 45 | Vörös-tó barlang bejárati út                      | 62.5 km | 1034, 1054 4081, 4125 |
| 46 | Jósvafő, szálló bejárati út                       | 64.6 km | 4081, 4125 |
| 47 | Jósvafő, autóbusz-váróterem végállomás            | 65.3 km | 1034, 1054 3704, 4081, 4125 |